# Kõpu (Põhja-Sakala)
Kõpu es un pueblo del municipio de Põhja-Sakala, en el condado de Viljandi, Estonia, con una población censada a final del año 2011 de 333 habitantes. 
Se encuentra ubicado al norte del condado, al noroeste del lago Võrtsjärv y cerca de la frontera con los condados de Pärnu y Järva.